# Seapunk
Seapunk é uma subcultura, e gênero musical que surgiu na internet no início da década de 2010. O movimento foi difundido através do Tumblr, e propõe um estilo de vestimenta com características aquáticas. Se inspira na cultura popular dos anos 90, na Iconografia, e na Internet art. O movimento teve a mesma origem de outras subculturas difundidas pela internet, como o Vaporwave.